# CSディナモ・ブクレシュティ
クルブル・スポルティヴ・ディナモ・ブクレシュティ（ルーマニア語: Clubul Sportiv Dinamo Bucureşti）は、ルーマニアのブカレストを拠点とするスポーツクラブ。ラグビーの他、バスケットボール、バレーボール、ハンドボールなどにおいて国内有数の強豪チームである。

## 概要
1948年、ルーマニア内務省（警察・公安機関）によってスポーツクラブ「CSディナモ・ブクレシュティ」が設立。翌1949年にラグビーチームが創設された。
同じブカレストを拠点とするステアウア・ブクレシュティ、グリヴィツァ・ブクレシュティと共に、第二次世界大戦以降の同国ラグビー界において3強を形成してきた。1966-67シーズンにはFIRAチャンピオンズ・カップを制した。
国内トップリーグであるリーガ・ナツィオナーラ・デ・ラグビーの優勝回数は歴代2位の16回。

## タイトル

### 国内タイトル
- リーガ・ナツィオナーラ・デ・ラグビー
  - 優勝 16回（1951, 1952, 1956, 1965, 1969, 1982, 1991, 1994, 1996, 1998, 2000, 2001, 2002, 2004, 2007, 2008）
- クパ・ロムニエイ
  - 優勝 12回（1954, 1959, 1980, 1989, 1996, 1997, 1998, 2000, 2001, 2002, 2004, 2008）

### 国際タイトル
- FIRAチャンピオンズ・カップ[注 2]
  - 優勝 1回（1967）

## 歴代所属選手
- クサバ・ガル(Csaba Gál)
- ダニエル・カルポ(Daniel Carpo)
- バレンティン・カラフェテアヌ(Valentin Calafeteanu)
- ヨハネス・ファン・ヒアデン(Johannes van Heerden)